# Emil Michael
Emil Michael SJ (* 20. September 1852 in Reichenbach am Eulengebirge; † 12. März 1917 in München) war ein deutscher römisch-katholischer Priester und Theologe.

## Leben
Er trat 1874 in die Gesellschaft Jesu ein. Nach der Priesterweihe 1883 studierte er von 1884 bis 1888 in Innsbruck Geschichte und Geographie (1888 Dr. phil.). 1895 wurde er ordentlicher Professor für Kirchengeschichte.

## Schriften (Auswahl)
- Salimbene und seine Chronik. Eine Studie zur Geschichtschreibung des dreizehnten Jahrhunderts. Innsbruck 1889.
- Deutsche Caritas im 13. Jahrhundert. In: Zeitschrift für katholische Theologie. Band 22, 1890.
- Rankes Weltgeschichte. Eine kritische Studie. Paderborn 1890, OCLC 907611272.
- Kritik und Antikritik in Sachen meiner Geschichte des deutschen Volkes. Freiburg im Breisgau.
  - Heft 1. Der Wiener Geschichtsprofessor Redlich. 1899, OCLC 1069749233.
  - Heft 2. Der Rezensent im Historischen Jahrbuch der Görres-Gesellschaft. 1901.
- Geschichte des deutschen Volkes vom 13. Jahrhundert bis zum Ausgang des Mittelalters. Verlag Herder, Freiburg 1915.